# Mount Little, Alberta
Mount Little är ett berg i Kanada.   Det ligger i provinsen Alberta, i den centrala delen av landet, 3 000 km väster om huvudstaden Ottawa. Toppen på Mount Little är 3 134 meter över havet, eller 219 meter över den omgivande terrängen. Bredden vid basen är 0,89 km. Mount Little ingår i Bow Range.
Terrängen runt Mount Little är huvudsakligen bergig.Trakten runt Mount Little är nära nog obefolkad, med mindre än två invånare per kvadratkilometer.. Närmaste större samhälle är Lake Louise, 13,9 km norr om Mount Little. 
Trakten runt Mount Little består i huvudsak av gräsmarker.